# Avontuur in de 21ste eeuw
 Avontuur in de 21ste eeuw  is een verhaal uit de Belgische stripreeks Kroepie en Boelie Boemboem van Tom Bouden, en tevens een hommage aan Piet Pienter en Bert Bibber van Pom.
Het verhaal verscheen als nummer 2 in de reeks van Kroepie en Boelie Boemboem, en wordt daarnaast eveneens genoemd als album 46 van Piet Pienter en Bert Bibber, terwijl het dit officieel gezien niet is. Bouden had echter wel toestemming van Pom voor dit album. Deze personages spelen wel een belangrijke rol en bovendien is de strip getekend in de stijl van Pom (met uitzondering van de gastoptredens van andere stripfiguren).

## Personages
- Piet Pienter
- Bert Bibber
- Kroepie Boemboem
- Boelie Boemboem

## Albumversies
Avontuur in de 21ste eeuw verscheen in 2010 als album 2 bij Uitgeverij Nouga. Daar verscheen eerder ook al album 1, Paniek in Stripland, eveneens een album waarin Piet, Bert en Susan meespelen.